# Mythic Entertainment
Mythic Entertainment är ett amerikanskt spelutvecklingsföretag. Bland deras största spelsläpp finns Dark Age of Camelot och Warhammer Online: Age of Reckoning.
Bolaget återtog i juli namnet till Mythic Entertainment, vilket var deras ursprungliga namn. Under en period efter att Electronic Arts förvärvat bolaget användes namnet EA Mythic.